# Spartak (televizijska serija)
Spartak (Spartacus) je američka televizijska povijesna drama. Serija je inspirirana povijesnom ličnosti – Spartakom, tračkim gladijatorom koji je od 73. do 71. pr. Kr. bio vođa robovske pobune protiv Rimske Republike.
Nakon smrti Andyja Whitfielda, ulogu Spartaka je preuzeo Liam McIntyre u drugoj sezoni Spartak: Osveta. Posljednja sezona bila je Spartak: Rat prokletih.

## Radnja

### Krv i pijesak(Blood and Sand)
Sezona u kojoj je radnja Spartakovo vrijeme kao gladijator i njegov bijeg iz ropstva.

### Bogovi arene(Gods of the Arena)
Miniserija o povijesti i prošlosti Kuće Bacijatove i grada Capue prije dolaska Spartaka.

### Osveta(Vengeance)
Sezona u kojoj je radnja rat između Spartaka i Klaudija Glabera.

### Rat prokletih(War of the Damned)
Sezona u kojoj je radnja rat između Spartaka i Marka Licinija Krasa.